# Percey
Percey [pɛʁsɛ] ist eine französische Gemeinde mit 248 Einwohnern (Stand: 1. Januar 2022) im Département Yonne in der Region Bourgogne-Franche-Comté (vor 2016 Bourgogne). Sie gehört zum Arrondissement Auxerre (bis 2017 Avallon) und zum Kanton Saint-Florentin (bis 2015 Flogny-la-Chapelle). Die Einwohner werden Perciquois genannt.

## Geografie
Percey liegt etwa 28 Kilometer nordöstlich von Auxerre. Der Armançon begrenzt die Gemeinde im Süden. Umgeben wird Percey von den Nachbargemeinden Butteaux im Norden und Nordwesten, Les Croûtes im Norden und Nordosten, Flogny-la-Chapelle im Osten, Villiers-Vineux im Süden sowie Jaulges im Westen und Südwesten.

## Bevölkerungsentwicklung
| Jahr                      | 1962 | 1968 | 1975 | 1982 | 1990 | 1999 | 2006 | 2013 |
| Einwohner                 | 205  | 179  | 257  | 256  | 277  | 257  | 264  | 246  |
| Quelle: Cassini und INSEE |      |      |      |      |      |      |      |      |

## Sehenswürdigkeiten
- Kirche Saint-Loup aus dem 15. Jahrhundert
- Schloss Percey aus dem 18. Jahrhundert

## Söhne und Töchter
- Louis-Victor Baillot (1793–1898), Soldat der Koalitionskriege